# Cens (impôt)
Pour les articles homonymes, voir Cens.
Dans le cadre du suffrage censitaire, le cens est un seuil d'imposition (quotité d'imposition) qui conditionne le droit de vote et l'éligibilité des citoyens : seuls les plus imposés ont le droit de voter, et il faut généralement payer un impôt encore supérieur pour avoir le droit d'être candidat aux élections.

## En France
Les constitutions issues de la révolution de 1789 déterminent un système à plusieurs degrés, où les citoyens sont divisés en "actifs" et "passifs", seuls les premiers pouvant prendre part aux scrutins électoraux. C'est la fortune de ces citoyens ou, plus précisément, la somme d'impôts directs qu'ils payent, qui les classe dans l'une ou l'autre catégorie, seuls les plus imposés (donc les plus riches) pouvant voter. Il s'agit donc d'un suffrage censitaire. Mais l'instabilité constitutionnelle des années 1790 fait que ce système sera peu appliqué dans les faits. 
L'époque napoléonienne s'encombre peu de suffrages (à l'exception de l'usage du plébiscite) : c'est l'empereur qui nomme à l'essentiel des fonctions, qui ne sont donc pas élues. 
Le suffrage censitaire attend par conséquent la Restauration pour véritablement s'installer. Sous Louis XVIII et Charles X, la question devient donc le mode de calcul du cens électoral : doit-il prendre en considération uniquement les impôts fonciers (et donc favoriser les propriétaires terriens, favorables à la royauté), ou bien compter également les impôts commerciaux (et donc intégrer la bourgeoisie industrielle, plus libérale) ? 
En juillet 1830, peu avant la révolution de Juillet, des ordonnances de Charles X modifient le cens en supprimant totalement la contribution des patentes et l'impôt sur les portes et fenêtres du calcul. Cela prive d'accès au vote la bourgeoisie urbaine. Cette tentative royale de former un corps électoral plus conservateur fait éclater une révolution, qui porte au pouvoir Louis-Philippe et un cens électoral moins strict. Cette manœuvre de Charles X est généralement considérée comme une erreur, car s'il avait au contraire décidé le suffrage universel, il serait apparu comme favorable au peuple, tout en assurant son pouvoir puisque l'immense majorité de la France rurale était d'opinion royaliste.
Le cens ne disparaîtra en France qu'en 1848, au profit du suffrage universel masculin. Cependant, en 1850, l'assemblée nationale à majorité conservatrice de la Deuxième République tentera de faire revenir le suffrage censitaire par un moyen détourné, en ne donnant le droit de vote qu'aux citoyens n'ayant pas déménagé depuis au moins trois ans (ce qui exclut les travailleurs pauvres qui, à cette époque sans moyens de transports performants, déménagent souvent pour passer d'un emploi à un autre, ou quittent leur logement sans préavis en laissant le loyer impayé). 
Cette disposition est supprimée par Louis-Napoléon Bonaparte ; en dépit du caractère autoritaire de son régime, Bonaparte manifeste donc la volonté de laisser le peuple s'exprimer.
Le suffrage censitaire disparaît définitivement en France à partir de cette date.
Dans la plupart des autres pays occidentaux (Grande-Bretagne, Allemagne, Belgique), il perdure cependant, avec des allègements progressifs, jusqu'au début du XXe siècle ; les États-Unis pratiquant de leur côté jusqu'aux années 1950 une exclusion du suffrage sur base non pécuniaire mais raciale (ce qui revient en partie au même, les populations exclues du suffrage étant là aussi les plus pauvres).